# فأر بني ألستوني
فأر بني ألستوني (الاسم العلمي:Scotinomys teguina) هو نوع من الحيوانات يتبع جنس فأر بني من فصيلة الفأرية.